# Кадуйський район
Кадуйський район — муніципальне утворення у Вологодській області Російської Федерації. 
Адміністративний центр — селище міського типу Кадуй, розташоване за 178 км від Вологди та за 56 км від м.Череповця. 
Населення: 17,1 тис. осіб (2010). 

## Географія
Муніципальний район розташований у південно-західній частині Вологодської області. Площа його території  — 3,26 тис. км2, що становить 2,2% від усієї території області (22-й район за розміром території в області).
Межує:
- на заході з Бабаєвським муніципальним районом;
- на півночі з Білозерським муніципальним районом;
- на південно-сході та сході з Череповецьким муніципальним районом;
- на південному заході з Устюженським муніципальним районом.

Кадуйський район з північного заходу на південний схід перетинає річка Суда. Всі інші річки району належать до її басейну, найбільші з них — Андога, Колп, Шулми, Ворон.

## Історія
З XII століття територія на якій розташований сучасний район належала Білозерським князям, потім увійшла до складу Московської держави. З 1727 року у складі Білозерського та Череповецького повітів Новгородської губернії. 
1 серпня 1927 року у складі Череповецького округу Ленінградської області було утворено Кадуйський район. 23 липня 1930 року ЦВК і РНК СРСР у відповідності до постанови ЦК ВКП (б) Череповецький округ був скасований та район став безпосередньо входити до складу Ленінградської області. За Постановою ВЦВК від 20 вересня 1931 року до Кадуйського району була приєднана територія скасованого Абакановського району. Через поділ у вересні 1937 року Північної області на Вологодську та Архангельську, район був переданий з Ленінградської до складу новоутвореної Вологодської області. 1947 року райцентр — селище Кадуй було перетворено на селище міського типу. З 13 грудня 1962 року по 12 січня 1965 року, згідно з рішеннями листопадового (1962 року) пленуму ЦК КПРС «про перебудову партійного керівництва народним господарством», район був тимчасово укрупнений  та був утворений Бабаєвський сільський район, територія якого включала територію колишніх Бабаєвського та Кадуйського адміністративних районів. 12 січня 1965 року Бабаєвський та Кадуйський адміністративні райони були відновлені. 
Під час муніципальної реформи було утворено муніципальне утворення (Росія)  — Кадуйського муніципальний район, на території і зі статусом муніципальний район визначеним в обласному законі № 55-О3 «Про муніципальних утвореннях Вологодської області» та Федеральним законом № 131 «про загальні принципи організації місцевого самоврядування в Російській Федерації», межі муніципального утворення Кадуйського муніципального району визначені в обласному законі від № 1115-ОЗ «Про встановлення меж Кадуйського муніципального району, меж та статусі муніципальних утворень, що входять до його складу», на території муніципального району було утворено тоді 2 міських та 7 сільських поселень, потім, у квітні 2009 року сільські поселення Нікольське та Велікосельское були об'єднані у Нікольське з центром у селі Нікольське.

## Адміністративний поділ
Межі Кадуйського району визначаються законом Вологодської області від 6 грудня 2004 року № 1115-ОЗ з наступними змінами: 2 липня 2008 року, 8 квітня 2009 року. 
1 січня 2006 року у складі району були створені 2 міських і 7 сільських поселень. 9 квітня 2009 року були об'єднані деякі поселення. На 21 листопада 2009 року до складу району входять 2 міських і 6 сільських поселень: 
| Муніципальне утворення (Росія)    | Адміністративний центр | Склад по структурі Окатий                                       |
| --------------------------------- | ---------------------- | --------------------------------------------------------------- |
| Андронівська сільське поселення   | село Андронова         | Андронівська сільрада                                           |
| Баранівське сільське поселення    | село Барановська       | Барановська сільрада                                            |
| Бойловское сільське поселення     | село Бойлово           | Бойловська сільрада                                             |
| міське поселення «селище Кадуй»   | п. р. т. Кадуй         | робітниче селище Кадуй, села Коптелово, Крюково, Чуприна        |
| Мазское сільське поселення        | село Маза              | Мазська сільрада                                                |
| Нікольське сільське поселення     | село Нікольське        | Велікосельська, Нікольська сільради                             |
| Рукавіцкое сільське поселення     | село Мала Рукавіцкая   | Чупринська сільрада за винятком сіл Коптелово, Крюково, Чуприна |
| міське поселення «селище Хохлова» | селище Хохлова         | робітниче селище Хохлова                                        |

## Економіка

### Промислові підприємства
- Череповецька ГРЕС — електростанція потужністю 630 МВт (філія ВАТ ОГК-2).
- філія ВАТ «Вологдаоблгаз» — газопостачання
- ВАТ «ТЕР-Череповець» — забезпечує працездатність Череповецької ГРЕС
- ТОВ «Картель» — виробництво гофрованого картону та стандартної пакувальної тари з гофрованого картону
- ТОВ «Завод металоконструкцій» — виготовлення будівельних та технологічних металоконструкцій
- ВАТ «Риботоварна фірма «Діана» — виробництво чорної ікри, вирощування різних порід риб і рибопосадкового матеріалу (використовується термальна вода Череповецької ГРЕС), в тому числі і для зарибнення природних водойм Вологодської області
- Кадуйська філія обласного споживчого товариства
- ТОВ «Уломський хліб»
- ТОВ СГП «Кадуйський молочний завод»
- ТОВ «Кадуйський фанерний комбінат»

### Сільське господарство
- СПК колгосп «Андога»
- ТОВ «Надія»
- ТОВ «Нива»
- ТОВ «Андронова»

### Лісокористування, лісозаготівля та деревообробка
- ВАТ «Сєвєртара» — виробництво фанери
- ТОВ «Сівець» — заготівля та переробка деревини.
- ТОВ «Ленчстройсервіс»
- ТОВ «Лісове»
- ТОВ «Ліспром»

### Транспорт
Через район проходить федеральна автодорога — Вологда — Нова Ладога. 
Пасажирські перевезення всередині району здійснюються переважно автотранспортом муніципального підприємства «Пасажирські автоперевезення» 
Залізничні станції: Кадуй, Комариха, Уйта Жовтневої залізниці (лінія Санкт-Петербург — Вологда).

## Відомі люди

### В районі народилися
- Бєлов Григорій Акинфович (1895 — 1965) — актор театру та кіно, народний артист СРСР (1956)
- Лебедєв Василь Петрович (1914 — ?) — Герой Радянського Союзу (1945)